# Ute Eisen
Ute Eva Eisen (* 19. Januar 1961 in Frankfurt am Main) ist eine deutsche evangelische Theologin.

## Leben
Nach dem Abitur 1981 an der Taunusschule studierte sie evangelische Theologie an den Universitäten Erlangen-Nürnberg (1981–1983) und Hamburg (1983–1989). Das theologische Examen legte sie 1989 bei der EKHN ab. Von 1989 bis 1993 war sie wissenschaftliche Mitarbeiterin in Hamburg bei Henning Paulsen und von 1994 bis 2002 war sie wissenschaftliche Assistentin an der Universität Kiel bei Peter Lampe. Nach der Promotion 1994 in Hamburg (summa cum laude), Habilitation 2003 in Heidelberg und Venia legendi für die Theologie des Neuen Testaments lehrt sie seit 2004 als Universitätsprofessorin für Altes Testament und Neues Testament, Universität Gießen / Universität Frankfurt am Main. Ihre Schwester ist die Architektin und Universitätsprofessorin Anett-Maud Joppien.

## Forschung
Ihre Forschungsbereiche sind Evangelien und Apostelgeschichte; paulinische Briefe; Sozialgeschichte des frühen Christentums; Literatur-Kritik; Narratologie; Gender Studies; Feminismus und die Bibel; kulturelle Interpretationen und Rezeption der Bibel und des Koran; Bibel und Film; Postmoderne und postkoloniale Theorien und interreligiöser Dialog.

## Werke (Auswahl)
- Amtsträgerinnen im frühen Christentum. Epigraphische und literarische Studien (Forschungen zur Kirchen- und Dogmengeschichte 61). Vandenhoeck & Ruprecht, Göttingen 1996
  - Women Officeholders in Early Christianity. Epigraphic and Literary Studies. Preface by Gary Macy. Translated by Linda M. Maloney. The Liturgical Press, Collegeville 2000.
- Henning Paulsen, Studien zur Literatur und Geschichte des frühen Christentums. Gesammelte Aufsätze (Wissenschaftliche Untersuchungen zum Neuen Testament 99), Mohr Siebeck, Tübingen 1997.
- Die Poetik der Apostelgeschichte. Eine narratologische Studie (Novum Testamentum et Orbis Antiquus 58), Vandenhoeck & Ruprecht, Göttingen 2006.
- Hermann Gunkel revisited. Literatur- und religionsgeschichtliche Studien. (Exegese in unserer Zeit 20), Lit-Verlag, Münster 2010.
- Erhard Gerstenberger, Die Hebräische Bibel als Buch der Befreiung. (Gießener Elektronische Bibliothek), Gießen 2012.
- Doing Gender - Doing Religion. Fallstudien zur Intersektionalität im frühen Judentum, Christentum und Islam (Wissenschaftliche Untersuchungen zum Neuen Testament 302), Mohr Siebeck, Tübingen 2013.
- Über die Grenze. Metalepse in Text- und Bildmedien des Altertums. (Narratologia 39), Walter de Gruyter, Berlin/Boston 2013.
- Gott als Figur. Narratologische Analysen biblischer Texte und ihrer Rezeption. (Herders Biblische Studien 82), Herder, Freiburg im Breisgau 2016.
- Barmherzigkeit. Das Mitgefühl im Brennpunkt von Ethik und Religion, hg. v. Barth, Roderich / Eisen, Ute E. / Fritz, Martin (Religiöse Dynamiken in Geschichte und Gegenwart), Tübingen 2021.
- Freiheit digital. Die Zehn Gebote in Zeiten des digitalen Wandels. Eine Denkschrift der Evangelischen Kirche in Deutschland, hg. v. Evangelische Kirche in Deutschland, Leipzig 2021.
- als Hrsg. mit Heidrun E. Mader: Talking God in Society: Multidisciplinary (Re)constructions of Ancient (Con)texts (Festschrift for Peter Lampe; Novum Testamentum et Orbis Antiquus 120/1–2), Vandenhoeck & Ruprecht, Göttingen 2020; Band 1:  Theories and Applications. ISBN 978-3-525-57317-4, ISBN 978-3-647-57317-5 (E-Book); Band 2: Hermeneuein in Global Contexts, Past and Present. ISBN 978-3-525-57318-1, ISBN 978-3-647-57318-2 (E-Book).
- als Hrsg. mit Heidrun E. Mader und Melanie Peetz: Grasping Emotions: Approaches to Emotions in Interreligious and Interdisciplinary Discourse, De Gruyter, Berlin/Boston 2024. ISBN 978-3-111-18103-5, ISBN 978-3-111-18557-6 (E-Book). https://doi.org/10.1515/9783111185576.

## Mitgliedschaften
- Studiorum Novi Testamenti Societas
- Society of Biblical Literature
- European Society of Women in Theological Research
- Wissenschaftliche Gesellschaft für Theologie
- Deutscher Hochschulverband